# جاناتان رزنبام
جاناتان رُزنبام (انگلیسی: Jonathan Rosenbaum؛ زادهٔ ۲۷ فوریهٔ ۱۹۴۳) منتقد فیلم و روزنامه‌نگار اهل ایالات متحده آمریکا است. او از سال ۱۹۸۷ تا ۲۰۰۸ (زمان بازنشستگی) منتقد ارشد فیلم در هفته‌نامهٔ شیکاگو ریدر بود.
رزنبام کتابهای سینمایی متعددی منتشر کرده و در معتبرترین نشریات سینمایی همچون کایه دو سینما و فیلم کامنت قلم زده‌است. ژان لوک گدار او را جانشین شایسته‌ای برای جیمز ایجی در آمریکا دانسته و با آندره بازن مقایسه کرده‌است.